# Pero emmaria
Pero emmaria là một loài bướm đêm trong họ Geometridae.